# 누슈라트 바루차
누슈라트 바루차(힌디어: नुसरत भरुचा, 영어: Nushrat Bharucha, 1985년 5월 17일 ~ )는 인도의 배우이다.